# 王頍
王頍（551年—604年），字景文，出于乌丸王氏，南梁名将太尉王僧辩之子。
554年（承聖三年），西魏于謹軍攻陷江陵，随从兄长王頒进入关中。他年轻时好遊侠，二十岁时尚不知书。被其兄王颙所责，于是感激诵习，开始读《孝经》、《論語》，通晓《春秋左氏传》、《礼記》、《易经》、《詩经》、《書经》五经，被称为儒者。二十二岁时，北周武帝召他为露門学士，五经之疑問点多採王頍之説解決。好读诸子，偏记异书，当世称为博物，颇晓兵法。
585年（隋文帝開皇五年），担任著作佐郎。命他在国子学講義。隋文帝楊堅執释奠，国子祭酒元善講解《孝经》，王頍与元善激烈辩論，元善詞穷。文帝提拔王頍为国子博士。後因事件连坐解职，流放岭南防備边境。数年後，被漢王楊諒任用为王府諮議参軍。楊諒见兄弟皇太子楊勇、秦王楊俊、蜀王楊秀次第被废，暗中有了野心。王頍劝楊諒強化軍備。604年（仁寿四年），文帝驾崩，楊諒起兵作乱。王頍進言奇策，楊諒不能采用。楊素討伐軍到達蒿泽、王頍预感就要失敗，于是逃走。楊諒失败，王頍准备亡命突厥，到山中，退路断绝，于是自殺，遺体安置在石窟中。享年五十四岁。楊素找到王頍的遺体，斬首悬挂在太原。他著書《五经大義》30卷、《文集》10卷因为兵乱散逸。

## 传記資料
- 《隋書》卷76 列传第41
- 《北史》卷84 列传第72

## 延伸阅读
[在维基数据编辑]
 《隋書·卷76》，出自魏徵《隋书》